# Isabel Burr
Isabel Burr  (Mexikóváros, Mexikó, 1988. szeptember 7. –) mexikói színésznő, modell.

## Élete és pályafutása
1988. szeptember 7-én született Mexikóvárosban. 
Színészi pályafutását 2006-ban kezdte, 2010-ben főszerepet játszott a Niñas Mal című sorozatban. 2011-ben a Kdabra című sorozatban tűnt fel. 2012-ben megkapta Fabiola Negrete szerepét a Talizmán című telenovellában.

## Filmográfia

### Televízió
| Év        | Cím                    | Szerep                  | Magyar hang    | Csatorna   |
| --------- | ---------------------- | ----------------------- | -------------- | ---------- |
| 2010–2013 | Vad angyalok           | Adela Huerta Alba       | ?              | MTV        |
| 2011      | Kdabra                 | Lisboa                  | -              |            |
| 2012      | Talizmán (El Talismán) | Fabiola Negrete         | Gulás Fanni    | Venevision |
| 2015      | Señora Acero           | Begoña Juárez           | -              | Telemundo  |
| 2016      | Hasta que te conocí    | Veronica Castro         | -              | TNT        |
| 2017–2018 | La hija pródiga        | Alicia Montejo          | -              | TV Azteca  |
| 2019–2020 | Vészhelyzet Mexikóban  | Cynthia Guerrero        | F. Nagy Eszter | Televisa   |
| 2021      | Alicia új élete        | Yuridia "Yuri" Carranza | F. Nagy Eszter | Televisa   |